# Baron Keyes
Baron Keyes, of Zeebrugge and of Dover in the County of Kent, ist ein erblicher britischer Adelstitel in der Peerage of the United Kingdom.

## Verleihung
Der Titel wurde am 22. Januar 1943 für den Flottenadmiral Sir Roger Keyes, 1. Baronet geschaffen. Die territoriale Widmung des Titels bezieht sich auf seine Beteiligung als Kommandeur beim Zeebrugge Raid am 23. April 1918, einem Überfall der Royal Navy auf die deutsche U-Boot-Basis in Zeebrugge, Belgien, im Ersten Weltkrieg. Bereits am 10. Oktober 1919 war ihm hierfür in der Baronetage of the United Kingdom der später nachgeordnete Titel Baronet, of Zeebrugge and of Dover in the County of Kent, verliehen worden.

## Liste der Barone Keyes (1943)
- Roger Keyes, 1. Baron Keyes (1872–1945)
- Roger Keyes, 2. Baron Keyes (1919–2005)
- Charles Keyes, 3. Baron Keyes (* 1951)

Titelerbe (Heir Presumptive) ist der jüngere Bruder des aktuellen Titelinhabers, Hon. Leopold Keyes (* 1956).